# Nati il 1º aprile

## XIII secolo(4)
- 1220 - Go-Saga, imperatore giapponese († 1272)
- 1282 - Ludovico il Bavaro, sovrano († 1347)
- 1287 - Margaret di Clare, nobile britannica († 1333)
- 1300 - Costanza d'Aragona, principessa († 1327)

## XIV secolo(1)
- 1328 - Bianca di Francia, principessa francese († 1393)

## XV secolo(1)
- 1470 - Andrea Briosco, scultore italiano († 1532)

## XVI secolo(7)
- 1536 - Antonio Talpa, religioso italiano († 1624)
- 1543 - François de Bonne de Lesdiguières, militare francese († 1626)
- 1546 - Nanbu Nobunao, militare giapponese († 1599)
- 1553 - Celso Cittadini, grammatico e filologo italiano († 1627)
- 1578 - William Harvey, medico inglese († 1657)
- 1590 - Laura d'Este, nobildonna italiana († 1630)
- 1594 - Carlo Ridolfi, pittore e scrittore italiano († 1658)

## XVII secolo(21)
- 1607 - Maria Eleonora di Brandeburgo, principessa tedesca († 1675)
- 1613 - Giulio Bartolocci, ebraista e monaco cristiano italiano († 1687)
- 1613 - Charles de Marguetel de Saint-Denis de Saint-Evremond, scrittore francese († 1703)
- 1619 - Bedřich Bridel, scrittore, poeta e missionario ceco († 1680)
- 1621 - Guru Tegh Bahadur, indiana († 1675)
- 1629 - Jean-Henri d'Anglebert, compositore, organista e clavicembalista francese († 1691)
- 1640 - Georg Mohr, matematico danese († 1697)
- 1642 - Romolo Spezioli, medico italiano († 1723)
- 1646 - Hermann Otto von Limburg-Stirum, generale tedesco († 1704)
- 1647 - John Wilmot, nobile, poeta e drammaturgo inglese († 1680)
- 1660 - Franz Beer, architetto austriaco († 1726)
- 1663 - Marco Gradenigo, patriarca cattolico italiano († 1734)
- 1669 - Carlo Bossi, vescovo cattolico italiano († 1753)
- 1675 - George Shelvocke, corsaro inglese († 1742)
- 1676 - Luigi Riccoboni, attore teatrale e scrittore italiano († 1753)
- 1682 - Pierre-Joseph Thoulier d'Olivet, grammatico, traduttore e abate francese († 1768)
- 1688 - Maur Dantine, religioso belga († 1746)
- 1692 - Guglielmo d'Assia-Philippsthal-Barchfeld, nobile († 1761)
- 1693 - Melusina von der Schulenburg, nobile britannica († 1778)
- 1697 - Antoine François Prévost, scrittore, storico e traduttore francese († 1763)
- 1697 - Bianca Maria Sforza di Caravaggio, nobile italiana († 1717)

## XVIII secolo(43)
- 1701 - Federico di Schleswig-Holstein-Sonderburg-Glücksburg, militare danese († 1766)
- 1704 - Amalie von Wallmoden, nobildonna tedesca († 1765)
- 1708 - Ludovico Sabatini d'Anfora, vescovo cattolico italiano († 1776)
- 1720 - Sebastiano Paoli, medico e enciclopedista italiano († 1796)
- 1721 - Carlo Maria Raimondo d'Arenberg, nobile e generale austriaco († 1778)
- 1724 - Samuel Blodgett, avvocato e imprenditore statunitense († 1807)
- 1730 - Salomon Gessner, poeta e pittore svizzero († 1788)
- 1731 - Marino Guarano, presbitero e giurista italiano († 1802)
- 1734 - Scipione Borghese, cardinale e arcivescovo cattolico italiano († 1782)
- 1734 - Cristoforo Dall'Acqua, incisore e disegnatore italiano († 1787)
- 1736 - Francesco Gemelli, gesuita italiano († 1808)
- 1738 - Juraj Papánek, storico e presbitero slovacco († 1802)
- 1743 - Edward Pakenham, II barone di Longford, ufficiale irlandese († 1792)
- 1746 - Jean-Étienne-Marie Portalis, giurista francese († 1807)
- 1747 - Pietro di Cettigne, montenegrino († 1830)
- 1748 - Carlo Rosini, vescovo cattolico e filologo italiano († 1836)
- 1750 - Hugo Kołłątaj, politico, scrittore e filosofo polacco († 1812)
- 1750 - Étienne de Paule de Fallot de Beaupré de Beaumont, politico e arcivescovo cattolico francese († 1835)
- 1753 - Joseph de Maistre, filosofo, politico e diplomatico italiano († 1821)
- 1755 - Anthelme Brillat-Savarin, politico e gastronomo francese († 1826)
- 1757 - Fabrizio Sceberras Testaferrata, cardinale e arcivescovo cattolico maltese († 1843)
- 1759 - José de Bustamante y Guerra, militare e esploratore spagnolo († 1825)
- 1760 - Jean-François Thomas de Thomon, architetto francese († 1813)
- 1764 - Barbara Krafft, pittrice austriaca († 1825)
- 1764 - Benjamin Outram, ingegnere britannico († 1805)
- 1764 - Honoré Riouffe, politico francese († 1813)
- 1766 - François-Xavier Fabre, pittore e collezionista d'arte francese († 1837)
- 1767 - Ali Bey al-Abbasi, esploratore spagnolo († 1818)
- 1767 - William Eliot, II conte di St. Germans, diplomatico e politico inglese († 1845)
- 1767 - Antoine Le Picard de Phélippeaux, nobile e militare francese († 1799)
- 1774 - Gustav von Rauch, generale prussiano († 1841)
- 1774 - Therese Rosenbaum, soprano austriaco († 1837)
- 1776 - Sophie Germain, matematica francese († 1831)
- 1780 - Luigi Gonzaga del Liechtenstein, generale austriaco († 1833)
- 1781 - Robert Lucas, politico statunitense († 1853)
- 1785 - Ferdinand Johann von Olivier, pittore, litografo e incisore tedesco († 1841)
- 1787 - Pierre Claude Louis Robert Tascher de La Pagerie, generale e politico francese († 1861)
- 1788 - Margherita Occhiena, italiana († 1856)
- 1789 - Louis-Charles-Auguste Couder, pittore francese († 1873)
- 1792 - Karl Gottlob Zumpt, filologo classico e latinista tedesco († 1849)
- 1793 - Edouard Corbière, scrittore, giornalista e marinaio francese († 1875)
- 1795 - Carl Anton von Meyer, botanico e esploratore tedesco († 1855)
- 1800 - Dominik Biemann, incisore tedesco († 1858)

## XIX secolo(204)
- 1802 - Hubert Ries, violinista e compositore tedesco († 1886)
- 1803 - Miles Joseph Berkeley, botanico e micologo inglese († 1889)
- 1806 - Anne Thynne, zoologa, ittiologa e geologa britannica († 1866)
- 1806 - Franz Eybl, pittore austriaco († 1880)
- 1806 - Enrichetta del Liechtenstein, principessa austriaca († 1886)
- 1807 - Fredrik Cygnaeus, scrittore, poeta e critico letterario finlandese († 1881)
- 1808 - Emanuele Viggiani, politico italiano († 1869)
- 1809 - Nikolaj Vasil'evič Gogol', scrittore e drammaturgo russo († 1852)
- 1810 - François Auguste Goze, generale francese († 1893)
- 1811 - Carlo Morbio, bibliografo, storico e numismatico italiano († 1881)
- 1813 - Karl Friedrich Rammelsberg, chimico e mineralogista tedesco († 1899)
- 1814 - János Erdélyi, poeta, critico letterario e scrittore ungherese († 1868)
- 1815 - Otto von Bismarck, politico tedesco († 1898)
- 1815 - Edward Clark, politico statunitense († 1880)
- 1815 - Alexandre Thomas Francia, pittore francese († 1884)
- 1817 - Carlo Taverna, politico italiano († 1871)
- 1819 - John Dalrymple, X conte di Stair, politico scozzese († 1903)
- 1820 - Guglielmo De Sauget, politico italiano († 1897)
- 1820 - Federico Martini, ammiraglio e politico italiano († 1894)
- 1821 - Louis-Adolphe Bertillon, statistico, medico e antropologo francese († 1883)
- 1822 - Michele Coppino, politico italiano († 1901)
- 1823 - Simon Bolivar Buckner, generale e politico statunitense († 1914)
- 1824 - Joseph Colgan, arcivescovo cattolico irlandese († 1911)
- 1824 - Louis-Zéphirin Moreau, vescovo cattolico canadese († 1901)
- 1825 - Augusta Ferdinanda d'Asburgo-Lorena, principessa († 1864)
- 1825 - Giuseppe Speroni, ingegnere e politico italiano († 1914)
- 1826 - Antonio Oneto, esploratore e navigatore italiano († 1885)
- 1826 - Paride Suzzara Verdi, patriota, giornalista e politico italiano († 1879)
- 1827 - John Patteson, missionario e vescovo anglicano britannico († 1871)
- 1828 - Lucinda Banister Chandler, scrittrice statunitense († 1911)
- 1830 - Jack Swilling, esploratore e imprenditore statunitense († 1878)
- 1831 - Albert Anker, pittore svizzero († 1910)
- 1832 - William Prest, calciatore e crickettista britannico († 1885)
- 1834 - James Fisk, imprenditore statunitense († 1872)
- 1834 - René de La Tour du Pin, politico e militare francese († 1924)
- 1835 - Ferdinando Capponi, arcivescovo cattolico italiano († 1903)
- 1835 - Paul Yorck von Wartenburg, filosofo e giurista tedesco († 1897)
- 1836 - Manuel Domingo y Sol, presbitero spagnolo († 1909)
- 1836 - Giovanni Battista Pagano Guarnaschelli, politico e magistrato italiano († 1919)
- 1836 - Antonino di Prampero, politico e militare italiano († 1920)
- 1837 - Luis Francisco Benítez de Lugo y Benítez de Lugo, politico spagnolo († 1876)
- 1837 - Jorge Isaacs, scrittore, giornalista e politico colombiano († 1895)
- 1839 - Constantin von Waldburg-Zeil, nobile e politico tedesco († 1905)
- 1840 - Illarion Michajlovič Prjanišnikov, pittore russo († 1894)
- 1841 - Aḥmad ʿOrābī, ufficiale e politico egiziano († 1911)
- 1841 - George Turner, pittore inglese († 1910)
- 1842 - Sebastián Vidal y Soler, botanico spagnolo († 1889)
- 1843 - Luigi Avogadro di Collobiano Arborio, diplomatico e politico italiano († 1917)
- 1844 - Nikolaj Skrydlov, ammiraglio russo († 1918)
- 1845 - Eugenia Maximilianovna di Leuchtenberg, nobile († 1925)
- 1845 - Wilhelm Meyer, filologo classico e latinista tedesco († 1917)
- 1846 - Giulio Cantalamessa, museologo, pittore e critico d'arte italiano († 1924)
- 1846 - Gaetano Pini, medico, igienista e educatore italiano († 1887)
- 1847 - Jules Crevaux, esploratore francese († 1882)
- 1848 - Giulia Turco Turcati Lazzari, scrittrice italiana († 1912)
- 1849 - Jurij Nikolaevič Bogdanovič, rivoluzionario russo († 1888)
- 1849 - Eugenio Fazio, igienista, politico e scrittore italiano († 1902)
- 1851 - Bernardo III di Sassonia-Meiningen, nobile († 1928)
- 1851 - Jacques Bertillon, statistico francese († 1922)
- 1851 - Bruno von Mudra, generale tedesco († 1931)
- 1852 - Edwin Austin Abbey, pittore statunitense († 1911)
- 1852 - Pasquale Fosca, scultore italiano († 1928)
- 1853 - Marcello Amero d'Aste Stella, ammiraglio e politico italiano († 1931)
- 1853 - Søren Nielsen, produttore cinematografico e regista danese († 1922)
- 1854 - Augustus Tolton, presbitero statunitense († 1897)
- 1855 - Hüseyin Hilmi Pascià, politico ottomano († 1922)
- 1855 - Ewald von Lochow, generale tedesco († 1942)
- 1856 - Charles Maurin, pittore e incisore francese († 1914)
- 1857 - Gennaro D'Amato, illustratore, pittore e saggista italiano († 1947)
- 1857 - Felice De Chaurand, generale e agente segreto italiano († 1944)
- 1857 - Gustave Bémont, chimico francese († 1932)
- 1858 - Arnold Aletrino, medico, antropologo e scrittore olandese († 1916)
- 1858 - Columba Marmion, abate e scrittore irlandese († 1923)
- 1858 - Gaetano Mosca, giurista, politico e politologo italiano († 1941)
- 1859 - George Mansfield Smith-Cumming, militare britannico († 1923)
- 1860 - Sergej Nikolaevič Reformatskij, chimico russo († 1934)
- 1861 - Gustaf Adolf Boltenstern, cavaliere svedese († 1935)
- 1861 - Eugen Büchner, zoologo russo († 1913)
- 1862 - Carl Charlier, astronomo svedese († 1934)
- 1864 - Flaminia Bosco, pittrice italiana († 1943)
- 1864 - Emanuele Mignone, vescovo cattolico italiano († 1961)
- 1865 - Carlotta Brianza, ballerina italiana († 1938)
- 1865 - Richard Adolf Zsigmondy, chimico austriaco († 1929)
- 1866 - Sophonisba Breckinridge, attivista, educatrice e avvocato statunitense († 1948)
- 1866 - Ferruccio Busoni, compositore e pianista italiano († 1924)
- 1866 - Franciszek Hodur, vescovo vetero-cattolico polacco († 1953)
- 1866 - Ève Lavallière, attrice e religiosa francese († 1929)
- 1866 - Angelo Senna, biologo italiano († 1952)
- 1867 - Albert Allen, calciatore inglese († 1899)
- 1867 - Teresio Borsalino, imprenditore e politico italiano († 1939)
- 1868 - Edmond Rostand, poeta e drammaturgo francese († 1918)
- 1868 - Vosough od-Dowleh, politico iraniano († 1951)
- 1870 - Osachi Hamaguchi, politico giapponese († 1931)
- 1870 - Eugenio Olivero, ingegnere e saggista italiano († 1945)
- 1871 - Béla Jenbach, librettista e attore ungherese († 1943)
- 1871 - Friedrich Krukenberg, ginecologo e oculista tedesco († 1946)
- 1872 - Antonio Maria Antoniazzi, astronomo italiano († 1925)
- 1872 - Angelo Pinetti, storico italiano († 1930)
- 1873 - Pietro Agosti, ingegnere italiano († 1930)
- 1873 - Ion Paulat, marinaio, aviatore e inventore romeno († 1954)
- 1873 - Gemma Perchi, operaia e sindacalista italiana († 1957)
- 1873 - Sergej Vasil'evič Rachmaninov, compositore, pianista e direttore d'orchestra russo († 1943)
- 1873 - Emmanuel de Martonne, geografo francese († 1955)
- 1874 - Annibale Berlingieri, nobile e politico italiano († 1947)
- 1874 - Carlo di Baviera, principe tedesco († 1927)
- 1874 - Albert Thibaudet, critico letterario e francesista francese († 1936)
- 1875 - Winifred Moberly, insegnante britannica († 1928)
- 1875 - Michele Testa, antifascista italiano († 1944)
- 1875 - Edgar Wallace, scrittore, giornalista e drammaturgo britannico († 1932)
- 1876 - Aurelio Ricchetti, militare e politico italiano († 1939)
- 1876 - Peter Strasser, dirigibilista tedesco († 1918)
- 1876 - Ernst Vanselow, giurista tedesco
- 1876 - Edoardo Vicario, magistrato e politico italiano († 1941)
- 1876 - James Young Deer, attore, regista e sceneggiatore statunitense († 1946)
- 1876 - Rozalija Samojlovna Zemljačka, rivoluzionaria e politica russa († 1947)
- 1876 - Jacoba van Heemskerck, pittrice e vetraia olandese († 1923)
- 1877 - Maurice Hankey, I barone Hankey, ufficiale inglese († 1963)
- 1878 - Frank Dixon, giocatore di lacrosse canadese († 1932)
- 1878 - Ernest Mamboury, storico dell'arte svizzero († 1953)
- 1878 - Carl Sternheim, drammaturgo e scrittore tedesco († 1942)
- 1879 - Alberto Albertini, giornalista e scrittore italiano († 1954)
- 1879 - Giovanni Drovetti, scrittore, commediografo e poeta italiano († 1958)
- 1879 - Umberto Rossi, vescovo cattolico italiano († 1952)
- 1879 - Stanislaus Zbyszko, wrestler e strongman polacco († 1967)
- 1880 - Bruto Mancini, funzionario, magistrato e politico italiano († 1960)
- 1881 - Guido Aroca, politico italiano
- 1881 - Hubert Gercke, generale tedesco († 1942)
- 1881 - Octavian Goga, politico e poeta rumeno († 1938)
- 1881 - Henri Laurent, schermidore francese († 1954)
- 1882 - Paul Anspach, schermidore belga († 1981)
- 1882 - Pierre Johanns, gesuita e missionario lussemburghese († 1955)
- 1883 - Lon Chaney, attore, regista e sceneggiatore statunitense († 1930)
- 1883 - Malcolm McEachern, cantante australiano († 1945)
- 1883 - Giacomo Medici Del Vascello, nobile, politico e ingegnere italiano († 1949)
- 1883 - Giovanni Soggiu, missionario italiano († 1930)
- 1884 - Agrippino Manteo, cantastorie italiano († 1947)
- 1884 - Laurette Taylor, attrice statunitense († 1946)
- 1885 - Wallace Beery, attore e regista statunitense († 1949)
- 1885 - Clementine Churchill, nobildonna britannica († 1977)
- 1885 - Enea Navarini, generale italiano († 1977)
- 1886 - Mario Indelli, diplomatico e ambasciatore italiano († 1956)
- 1886 - Giovanni Kasman, compositore russo († 1945)
- 1886 - Giuseppe Lampis, magistrato italiano († 1956)
- 1886 - Arthur Pink, teologo inglese († 1952)
- 1886 - Alberto Vaccarezza, poeta e drammaturgo argentino († 1959)
- 1887 - Leonard Bloomfield, linguista statunitense († 1949)
- 1887 - Mario Cevolotto, politico italiano († 1953)
- 1887 - Richard Christensen, attore danese († 1944)
- 1887 - Anna Fitziu, soprano statunitense († 1967)
- 1887 - Ivan Petrovič Kavaleridze, regista cinematografico e scultore ucraino († 1978)
- 1888 - Jean Alavoine, ciclista su strada francese († 1943)
- 1888 - Lucien Callamand, attore francese († 1968)
- 1888 - Alexandra Gončarova, attrice russa († 1964)
- 1888 - Terry de la Mesa Allen, generale statunitense († 1969)
- 1889 - Augusto Bandini, attore italiano
- 1889 - Christian Thomas Elvey, astronomo e geofisico statunitense († 1970)
- 1889 - Hermann Felsner, calciatore e allenatore di calcio austriaco († 1977)
- 1889 - Keshav Baliram Hedgewar, medico e attivista indiano († 1940)
- 1889 - Melkiorre Melis, artista italiano († 1982)
- 1889 - Hector Schnitzer, calciatore e militare italiano († 1918)
- 1889 - Erardo Trentinaglia, compositore italiano († 1950)
- 1890 - Howard Scott, ingegnere statunitense († 1970)
- 1891 - Jean Calhoun, attrice statunitense († 1958)
- 1891 - Angelo Cameroni, allenatore di rugby a 15 e calciatore italiano († 1961)
- 1891 - Carlo Chiesa, partigiano italiano († 1945)
- 1891 - Hans Döllgast, architetto tedesco († 1974)
- 1891 - Hans Kayser, teorico musicale tedesco († 1964)
- 1891 - Generoso Pope, imprenditore e politico italiano († 1950)
- 1891 - Enrico Sardi, allenatore di calcio e calciatore italiano († 1969)
- 1892 - Ludwig Gaim, aviatore tedesco († 1979)
- 1892 - Daniel Masclet, fotografo francese († 1969)
- 1892 - Carlo Tiengo, avvocato e prefetto italiano († 1945)
- 1892 - Renato Zanelli, baritono e tenore cileno († 1935)
- 1893 - Cicely Courtneidge, attrice britannica († 1980)
- 1893 - Eusebio Delfín, compositore, musicista e cantante cubano († 1965)
- 1893 - Ugo Mutti, imprenditore italiano († 1980)
- 1893 - Valerio Vallero, militare italiano († 1915)
- 1894 - Paul Pierre Méouchi, cardinale e patriarca cattolico libanese († 1975)
- 1894 - Aurelio Nicolodi, educatore italiano († 1950)
- 1894 - Ernesto Vighi, scultore italiano († 1950)
- 1894 - Eduard Wagner, generale tedesco († 1944)
- 1895 - Alexander Aitken, matematico e statistico neozelandese († 1967)
- 1895 - Carlo Bergoglio, giornalista, scrittore e disegnatore italiano († 1959)
- 1895 - Otto-Heinrich Drechsler, militare, politico e dentista tedesco († 1945)
- 1895 - Alberta Hunter, cantante statunitense († 1984)
- 1895 - Tapani Niku, fondista finlandese († 1989)
- 1895 - Giuseppe Vasco Vian, scultore e pittore italiano († 1979)
- 1896 - Raffaele Pezzullo, politico italiano († 1957)
- 1896 - Attilio Terragni, politico italiano († 1958)
- 1896 - Jean Tissier, attore francese († 1973)
- 1896 - Karl Volk, politico e giornalista tedesco († 1961)
- 1897 - Ugo Cassina, matematico italiano († 1964)
- 1897 - Benno Walter Gut, cardinale svizzero († 1970)
- 1897 - Ėduard Tissė, direttore della fotografia e regista sovietico († 1961)
- 1898 - Roger Bastide, sociologo e antropologo francese († 1974)
- 1898 - Pau Gayraud, scrittore francese († 1994)
- 1898 - Pierluigi La Terza, diplomatico e giurista italiano
- 1898 - Rocco Lazazzera, militare italiano († 1941)
- 1898 - Charles Midgley Maud, aviatore inglese († 1974)
- 1898 - William James Sidis, statunitense († 1944)
- 1899 - Ernesto Colli, presbitero e storico italiano († 1989)
- 1900 - Arnaldo Bocelli, critico letterario, giornalista e italianista italiano († 1974)
- 1900 - Luigi Pirovano, arbitro di calcio italiano († 1988)
- 1900 - Matteo Schiavone, calciatore e allenatore di calcio italiano († 1984)

## XX secolo(988)
- 1901 - William Anderson, hockeista su ghiaccio britannico († 1983)
- 1901 - Francisco Ascaso, anarchico e sindacalista spagnolo († 1936)
- 1901 - Whittaker Chambers, giornalista, scrittore e agente segreto statunitense († 1961)
- 1901 - Hugo Hamberger, alpinista e medico tedesco († 1987)
- 1901 - Sergiusz Piasecki, scrittore polacco († 1964)
- 1901 - Henryk Sztompka, pianista polacco († 1964)
- 1902 - Denise Colomb, fotografa francese († 2004)
- 1902 - Philip Sachs, allenatore di pallacanestro statunitense († 1973)
- 1903 - Rudolf Berthold, calciatore tedesco († 1976)
- 1903 - Kathleen Key, attrice statunitense († 1954)
- 1903 - Salo Landau, scacchista olandese († 1944)
- 1903 - Giovanni Varasi, calciatore italiano († 1965)
- 1904 - Nikolaj Ėrastovič Berzarin, generale sovietico († 1945)
- 1904 - Holger Löwenadler, attore svedese († 1977)
- 1904 - Epaminonda Ronconi, ciclista su strada italiano († 1981)
- 1905 - Lydia d'Arenberg, nobile italiana († 1977)
- 1905 - Gaston Eyskens, politico belga († 1988)
- 1905 - Henri Laoust, orientalista francese († 1983)
- 1905 - Paul Hasluck, politico australiano († 1993)
- 1905 - Emmanuel Mounier, filosofo francese († 1950)
- 1905 - Eugenio Siena, pilota automobilistico italiano († 1938)
- 1905 - Emilio Suardi, politico e partigiano italiano († 1983)
- 1905 - Oleg Žakov, attore sovietico († 1988)
- 1906 - Secondo Casadei, violinista, compositore e arrangiatore italiano († 1971)
- 1906 - Lester Cowan, produttore cinematografico statunitense († 1990)
- 1906 - Ned Glass, attore statunitense († 1984)
- 1906 - Pasquale Epifanio Iannini, poeta, scrittore e paroliere italiano († 1988)
- 1906 - Aleksandr Sergeevič Jakovlev, generale e politico sovietico († 1989)
- 1906 - Sigve Lie, velista norvegese († 1958)
- 1906 - Penn Nouth, politico cambogiano († 1985)
- 1907 - Enrico Bertini, calciatore italiano
- 1907 - Shivakumara Swami, filantropo, religioso e supercentenario indiano († 2019)
- 1907 - João Vicente da Nova, calciatore portoghese († 1989)
- 1908 - Robert Hugues-Lambert, attore francese († 1945)
- 1908 - Tommy Law, calciatore scozzese († 1976)
- 1908 - Abraham Maslow, psicologo statunitense († 1970)
- 1908 - Harlow Rothert, pesista, discobolo e multiplista statunitense († 1997)
- 1908 - Eberardo Villalobos, calciatore cileno († 1964)
- 1909 - Abner Biberman, regista e attore statunitense († 1977)
- 1909 - Bruno Cresci, calciatore italiano
- 1909 - Eddie Duchin, pianista e direttore d'orchestra statunitense († 1951)
- 1909 - Alfio Gagliardi, calciatore italiano († 1991)
- 1909 - Bill Whitehouse, pilota automobilistico britannico († 1957)
- 1910 - Jaroslava Bajerová, ginnasta cecoslovacca († 1995)
- 1910 - Harry Carney, sassofonista e clarinettista statunitense († 1974)
- 1910 - Giovanni Battista Carron, politico e partigiano italiano († 1991)
- 1910 - Ugo Lodi, calciatore italiano
- 1910 - Bob van Osdel, altista statunitense († 1987)
- 1910 - Robert Pirosh, sceneggiatore e regista statunitense († 1989)
- 1911 - Joe Fortenberry, cestista statunitense († 1993)
- 1911 - Adam Kozłowiecki, cardinale, arcivescovo cattolico e missionario polacco († 2007)
- 1911 - Ilia Peikov, pittore bulgaro († 1988)
- 1911 - Bonaventura Picardi, politico italiano († 1988)
- 1911 - Paul Poirier, calciatore francese († 1947)
- 1911 - Ugo Rivoli, generale e aviatore italiano († 1993)
- 1911 - Edgardo Scappini, ciclista su strada italiano († 2001)
- 1911 - Fauja Singh, maratoneta britannico († 2025)
- 1911 - Jerzy Ustupski, canottiere polacco († 2004)
- 1912 - Antonio Imbesi, farmacista e farmacologo italiano († 2000)
- 1912 - Tranquillo Marangoni, incisore italiano († 1992)
- 1912 - Joseph Parecattil, cardinale indiano († 1987)
- 1913 - Alessandro Ferraù, giornalista e sceneggiatore italiano († 1994)
- 1913 - Claudio Sartori, musicologo e bibliografo italiano († 1994)
- 1914 - Eduards Andersons, cestista lettone († 1985)
- 1914 - Pete Carpenter, compositore, arrangiatore e trombonista statunitense († 1987)
- 1914 - Mario De Micheli, critico d'arte e critico letterario italiano († 2004)
- 1915 - Giuseppe Arrigoni, restauratore e pittore italiano († 2006)
- 1915 - Mario Casardi, ammiraglio italiano († 1982)
- 1915 - George Worth, schermidore statunitense († 2006)
- 1915 - Nick Yost, cestista statunitense († 1980)
- 1915 - Giovanni Zorza, calciatore italiano
- 1916 - Lex Franken, pallanuotista olandese († 1990)
- 1916 - Balilla Lombardi, calciatore italiano († 1987)
- 1917 - Simone Barillier, modella francese († 2013)
- 1917 - Sante Bartolai, partigiano e presbitero statunitense († 1979)
- 1917 - Igor Bensen, inventore, progettista e aviatore russo († 2000)
- 1917 - Svetozar Đanić, calciatore jugoslavo († 1941)
- 1917 - Franz-Otto Krüger, attore, regista e sceneggiatore tedesco († 1988)
- 1917 - Joseph Nelis, calciatore belga († 1994)
- 1917 - Sydney Newman, produttore televisivo e produttore cinematografico canadese († 1997)
- 1917 - Melville Shavelson, regista, sceneggiatore e produttore cinematografico statunitense († 2007)
- 1918 - Buck Batterman, cestista statunitense († 1999)
- 1918 - Ján Kadár, regista slovacco († 1979)
- 1918 - Utako Okamoto, medico giapponese († 2016)
- 1919 - Nicholas Henderson, diplomatico e scrittore inglese († 2009)
- 1919 - Jabr Muadi, politico israeliano († 2009)
- 1919 - Joseph Murray, chirurgo statunitense († 2012)
- 1919 - Antonio Toledo Corro, politico messicano († 2018)
- 1920 - Cesare Di Bert, aviatore italiano († 2017)
- 1920 - Toshirō Mifune, attore, produttore cinematografico e regista giapponese († 1997)
- 1920 - Salomon Resnik, psichiatra e psicoanalista argentino († 2017)
- 1921 - Fred Fortune, bobbista statunitense († 1994)
- 1921 - Beau Jack, pugile statunitense († 2000)
- 1921 - Aldo Trivella, saltatore con gli sci italiano († 1978)
- 1922 - Manrico Guerrieri, calciatore italiano
- 1922 - Duke Jordan, pianista e compositore statunitense († 2006)
- 1922 - Alan Perlis, informatico statunitense († 1990)
- 1922 - Sa'd al-Shadhli, generale e diplomatico egiziano († 2011)
- 1923 - Bobby Cook, cestista statunitense († 2004)
- 1923 - Leora Dana, attrice statunitense († 1983)
- 1923 - Marcello Durante, linguista e glottologo italiano († 1992)
- 1923 - Liliana Grassi, architetta e storica dell'architettura italiana († 1985)
- 1923 - Bobby Jordan, attore statunitense († 1965)
- 1923 - Livio Maitan, politico italiano († 2004)
- 1923 - Bruno Mancinotti, pittore e scultore italiano († 1997)
- 1923 - Giovanni Nardi, partigiano italiano († 1944)
- 1923 - Park Jae-seung, calciatore sudcoreano († 2015)
- 1924 - Brendan Byrne, politico statunitense († 2018)
- 1924 - Jean Guéguen, ciclista su strada francese († 1998)
- 1924 - Budimir Lončar, politico, diplomatico e funzionario jugoslavo († 2024)
- 1924 - Ernesto Mora, partigiano italiano († 1945)
- 1924 - George Pake, fisico statunitense († 2004)
- 1925 - Secondo Bignardi, disegnatore e animatore italiano († 1998)
- 1925 - Anna Branzoni, cestista e allenatrice di pallacanestro italiana († 1961)
- 1925 - Sala Burton, politica statunitense († 1987)
- 1925 - Franco Giacchero, ciclista su strada italiano († 2012)
- 1925 - Wojciech Has, regista e sceneggiatore polacco († 2000)
- 1925 - Piero Livi, regista italiano († 2015)
- 1925 - Charles Ortega, artista francese († 2006)
- 1925 - Francesco Sobrero, politico italiano († 2012)
- 1925 - Antonio Spallino, schermidore e politico italiano († 2017)
- 1925 - Sergio Vacchi, pittore italiano († 2016)
- 1926 - Charles Bressler, tenore statunitense († 1996)
- 1926 - Leletta D'Isola, religiosa italiana († 1993)
- 1926 - Alexander G. Floyd, botanico australiano († 2022)
- 1926 - Alberto Gallitti, montatore italiano († 2011)
- 1926 - Fabio Mauri, artista, scrittore e drammaturgo italiano († 2009)
- 1926 - Anne McCaffrey, scrittrice e autrice di fantascienza statunitense († 2011)
- 1926 - Urbano Rivera, calciatore uruguaiano († 2002)
- 1926 - Abul Kalam Shamsuddin, attore e scrittore bangladese († 1997)
- 1927 - Walter Bahr, calciatore e allenatore di calcio statunitense († 2018)
- 1927 - Franco Ferracuti, criminologo, psicologo e psichiatra forense italiano († 1992)
- 1927 - Thomas Holtzmann, attore tedesco († 2013)
- 1927 - Harry Keough, allenatore di calcio e calciatore statunitense († 2012)
- 1927 - William Liller, astronomo statunitense († 2021)
- 1927 - Jacques Mayol, apneista francese († 2001)
- 1927 - Ferenc Puskás, calciatore e allenatore di calcio ungherese († 2006)
- 1928 - George Grizzard, attore statunitense († 2007)
- 1928 - Kiyonori Kikutake, architetto giapponese († 2011)
- 1928 - Mychajlo Koman, allenatore di calcio e calciatore sovietico († 2015)
- 1928 - Yoshihide Kozai, astronomo giapponese († 2018)
- 1929 - Marcel Amont, cantante e attore francese († 2023)
- 1929 - Barbara Bryne, attrice e cantante britannica († 2023)
- 1929 - Milan Kundera, scrittore, poeta e saggista cecoslovacco († 2023)
- 1929 - Maurice Marcelot, cestista francese († 1999)
- 1929 - Jackie Neilson, calciatore scozzese († 2012)
- 1929 - Jane Powell, attrice, cantante e ballerina statunitense († 2021)
- 1929 - Francesco Specchia, paroliere italiano († 2019)
- 1929 - Mehmet Ali Yalım, cestista turco († 1992)
- 1930 - Marisa Borini, pianista e attrice italiana
- 1930 - Betsy Jones-Moreland, attrice statunitense († 2006)
- 1930 - Grace Lee Whitney, attrice statunitense († 2015)
- 1931 - Lorenza Carlassare, giurista e costituzionalista italiana († 2022)
- 1931 - Ita Ever, attrice estone († 2023)
- 1931 - Rolf Hochhuth, scrittore, drammaturgo e sceneggiatore tedesco († 2020)
- 1931 - Ladislav Kačáni, calciatore e allenatore di calcio cecoslovacco († 2018)
- 1931 - Helena Pilejczyk, pattinatrice di velocità su ghiaccio polacca († 2023)
- 1931 - Tanja Todorova, cestista bulgara († 2023)
- 1932 - Georges Garvarentz, compositore francese († 1993)
- 1932 - Gordon Jump, attore statunitense († 2003)
- 1932 - Ettore Mo, giornalista, scrittore e viaggiatore italiano († 2023)
- 1932 - Ángel Paz Domínguez, ex calciatore spagnolo
- 1932 - Debbie Reynolds, attrice, cantante e ballerina statunitense († 2016)
- 1933 - Leo Canjels, calciatore olandese († 2010)
- 1933 - Claude Cohen-Tannoudji, fisico francese
- 1933 - Fay Coyle, calciatore nordirlandese († 2007)
- 1933 - Dan Flavin, artista statunitense († 1996)
- 1933 - Don Monson, ex cestista e allenatore di pallacanestro statunitense
- 1933 - Robert Šavlakadze, altista sovietico († 2020)
- 1933 - Gaëtan Zampa, criminale francese († 1984)
- 1934 - Giampiero Bartoli, calciatore italiano († 2022)
- 1934 - Blanca Heredia, modella e insegnante venezuelana († 2022)
- 1934 - Vladimir Vladimirovič Pozner, giornalista e conduttore televisivo russo
- 1934 - Pascal Rakotomavo, politico malgascio († 2010)
- 1934 - Paul Rosche, ingegnere, progettista e manager tedesco († 2016)
- 1935 - Achim Hill, canottiere tedesco († 2015)
- 1935 - Carlo Novelli, calciatore italiano († 2014)
- 1935 - Fernando del Paso, scrittore, saggista e poeta messicano († 2018)
- 1935 - Gennaro Rambone, allenatore di calcio e calciatore italiano († 2010)
- 1935 - Anna Tortora, autrice televisiva italiana († 2003)
- 1935 - Liam Whelan, calciatore irlandese († 1958)
- 1936 - Peter Collinson, regista e produttore televisivo britannico († 1980)
- 1936 - Jean-Pascal Delamuraz, politico svizzero († 1998)
- 1936 - Bill Foster, allenatore di pallacanestro statunitense († 2015)
- 1936 - Fritz Lüdi, bobbista svizzero
- 1936 - Abdul Qadeer Khan, ingegnere pakistano († 2021)
- 1936 - Kōji Wakamatsu, regista giapponese († 2012)
- 1937 - Mohammad Hamid Ansari, politico indiano
- 1937 - Valēntin Čēṙnikov, schermidore sovietico († 2002)
- 1937 - Yilmaz Güney, regista, attore cinematografico e scrittore curdo († 1984)
- 1937 - José Antonio Irulegui, allenatore di calcio e ex calciatore spagnolo
- 1937 - Jurij Melichov, ciclista su strada sovietico († 2000)
- 1937 - Angela Pagano, attrice italiana († 2024)
- 1937 - April Phumo, allenatore di calcio sudafricano († 2011)
- 1937 - Ettore Rotelli, politologo e politico italiano
- 1937 - Vladimir Sal'kov, calciatore e allenatore di calcio sovietico († 2020)
- 1937 - Sergio Siracusa, generale italiano
- 1938 - Giuseppe Galvanin, ex calciatore italiano
- 1938 - Salvador Ginel, ex calciatore argentino
- 1938 - Leri Gogoladze, ex pallanuotista sovietico
- 1938 - Jaime González Ortiz, calciatore colombiano († 1979)
- 1938 - Luciano Guerzoni, giurista e politico italiano († 2020)
- 1938 - Pierre Nguyễn Văn Nhơn, cardinale e arcivescovo cattolico vietnamita
- 1938 - Giampaolo Zancan, avvocato e politico italiano
- 1939 - Wilhelm Bungert, ex tennista tedesco
- 1939 - Hugo Carmona, ex calciatore peruviano
- 1939 - Martino Corda, politico italiano († 2024)
- 1939 - Vitalij Davydov, ex hockeista su ghiaccio sovietico
- 1939 - Arnoldo Granella, calciatore italiano († 2022)
- 1939 - Józef Grudzień, pugile polacco († 2017)
- 1939 - Ali MacGraw, attrice e ex modella statunitense
- 1939 - Alfonso Maierù, storico della filosofia italiano († 2011)
- 1939 - Ferruccio Marotti, storico italiano
- 1939 - Mary K. Gaillard, fisica statunitense († 2025)
- 1939 - Katsushi Murata, mafioso giapponese († 2013)
- 1939 - Phil Niekro, giocatore di baseball statunitense († 2020)
- 1939 - Alfredo Tulli, cestista e allenatore di pallacanestro argentino († 2012)
- 1940 - Albert Gehlen, politico e insegnante belga
- 1940 - Aliza Gur, attrice israeliana
- 1940 - Wangari Maathai, ambientalista e attivista keniota († 2011)
- 1940 - Annie Nightingale, conduttrice radiofonica, disc jockey e conduttrice televisiva britannica († 2024)
- 1941 - Renzo Aldi, allenatore di calcio e ex calciatore italiano
- 1941 - Eduardo José Curia, ex calciatore e allenatore di calcio argentino
- 1941 - Solvejg D'Assunta, attrice, doppiatrice e direttrice del doppiaggio italiana
- 1941 - Tony Scott, calciatore inglese († 2021)
- 1941 - Giorgio Vido, politico italiano († 2018)
- 1941 - Ali Hasan Salama, terrorista e militare palestinese († 1979)
- 1942 - Charles Brooks, criminale statunitense († 1982)
- 1942 - Samuel R. Delany, scrittore, glottoteta e critico letterario statunitense
- 1942 - Jean Greisch, filosofo francese
- 1942 - Gabriele Guizzo, calciatore italiano († 2020)
- 1942 - Piero Vegnuti, ex bobbista italiano
- 1943 - Ugo Adinolfi, attore italiano († 2016)
- 1943 - Rob Baan, allenatore di calcio olandese
- 1943 - Primo Baran, canottiere italiano
- 1943 - Percibal Blades, ex cestista panamense
- 1943 - Mario Botta, architetto e scultore svizzero
- 1943 - Carlo De Stefano, poliziotto italiano
- 1943 - Eno Koço, direttore d'orchestra e musicologo albanese
- 1943 - Rosario Pacini, giornalista e dirigente d'azienda italiano († 2010)
- 1943 - Dafydd Wigley, politico gallese
- 1944 - Gerrit Berveling, esperantista olandese
- 1944 - Simeone Di Cagno Abbrescia, politico e imprenditore italiano († 2024)
- 1944 - Gianni Fontana, politico italiano
- 1944 - Vladimir Krajnev, pianista russo († 2011)
- 1944 - Hans-Jürgen Naumann, ex calciatore tedesco orientale
- 1944 - Valentino Perin, politico italiano
- 1944 - Laura Toscano, sceneggiatrice e scrittrice italiana († 2009)
- 1945 - Massimo Cherubini, ex calciatore italiano
- 1945 - Dimitri Gutas, arabista e grecista statunitense
- 1945 - Mario Musella, musicista e cantante italiano († 1979)
- 1945 - Carla Spagnuolo, politica italiana († 2017)
- 1946 - Sergio Coppetelli, ex arbitro di calcio italiano
- 1946 - Iván Faragó, scacchista ungherese († 2022)
- 1946 - William Frederick Fisher, ex astronauta e medico statunitense
- 1946 - Jean-Louis Hodoul, ex calciatore francese
- 1946 - Nikītas Kaklamanīs, politico greco
- 1946 - Ronnie Lane, musicista inglese († 1997)
- 1946 - Tullio Lauro, allenatore di pallacanestro, giornalista e telecronista sportivo italiano († 2000)
- 1946 - Cesare Montalbetti, fotografo e regista italiano († 2015)
- 1946 - Arrigo Sacchi, allenatore di calcio, dirigente sportivo e opinionista italiano
- 1946 - Manfred Stengl, slittinista, bobbista e motociclista austriaco († 1992)
- 1946 - Renzo Travanut, politico italiano
- 1947 - Alain Connes, matematico francese
- 1947 - Laura Dubini, giornalista italiana († 2007)
- 1947 - Alessandro Gritti, pilota motociclistico italiano
- 1947 - Kim Jae-han, ex calciatore sudcoreano
- 1947 - Maria Teresa Letizia, doppiatrice e attrice italiana († 2004)
- 1947 - Raf Luca, attore italiano
- 1947 - James Luceno, scrittore statunitense
- 1947 - Mauro Nobilia, sindacalista e politico italiano († 2025)
- 1947 - Maria Grazia Picozzi, archeologa italiana
- 1947 - Guido Podestà, dirigente d'azienda, dirigente sportivo e politico italiano
- 1947 - Francine Prose, scrittrice e critica letteraria statunitense
- 1947 - Robin Scott, produttore discografico e cantante britannico
- 1947 - Ingrid Steeger, attrice tedesca († 2023)
- 1947 - Dino Tibaldi, politico italiano
- 1947 - Norm Van Lier, cestista e allenatore di pallacanestro statunitense († 2009)
- 1947 - Gene Williams, ex cestista statunitense
- 1948 - Hélé Béji, scrittrice tunisina
- 1948 - Dai Davies, calciatore gallese († 2021)
- 1948 - Andrea Feldman, attrice statunitense († 1972)
- 1948 - Wolde-Emmanuel Fesseha, ex calciatore etiope
- 1948 - Michail Gerškovič, allenatore di calcio e ex calciatore sovietico
- 1948 - Gudo Hoegel, attore e doppiatore tedesco
- 1948 - Javier Irureta, allenatore di calcio e ex calciatore spagnolo
- 1948 - Nacer Khemir, regista, sceneggiatore e poeta tunisino
- 1948 - Sebastiano Maffettone, filosofo italiano
- 1948 - Saverio Marconi, attore e regista teatrale italiano
- 1948 - Pat Ramsey, cestista e allenatrice di pallacanestro statunitense († 2019)
- 1948 - Piero Spinelli, ex ciclista su strada e ciclocrossista italiano
- 1948 - Thomas Joseph Tobin, vescovo cattolico statunitense
- 1948 - Veikko Vainio, ex cestista finlandese
- 1948 - J.J. Williams, rugbista a 15 gallese († 2020)
- 1948 - Nadia Zyncenko, meteorologa argentina
- 1949 - Reid Anderson, ex ballerino e direttore artistico canadese
- 1949 - Catherine Barbaroux, politica francese
- 1949 - Ana Maria Braga, conduttrice televisiva, giornalista e scrittrice brasiliana
- 1949 - Roberto Bruni, politico italiano († 2019)
- 1949 - Terry Caffery, hockeista su ghiaccio canadese († 2022)
- 1949 - Ali Gagarin, calciatore sudanese († 2025)
- 1949 - Gian Paolo Gobbo, politico italiano
- 1949 - Antonio Incalza, allenatore di calcio e ex calciatore italiano
- 1949 - Ron Ivany, allenatore di hockey su ghiaccio canadese
- 1949 - Paul Manafort, imprenditore statunitense
- 1949 - Gérard Mestrallet, imprenditore francese
- 1949 - Nancy Morgan, attrice statunitense
- 1949 - Sammy Nelson, ex calciatore nordirlandese
- 1949 - Irene Pepperberg, psicologa e etologa statunitense
- 1949 - Flavio Premoli, tastierista, compositore e cantante italiano
- 1949 - Vojtěch Rödl, matematico ceco
- 1949 - Gil Scott-Heron, poeta, musicista e attivista statunitense († 2011)
- 1950 - Samuel Alito, giurista statunitense
- 1950 - Paolo Conti, ex calciatore italiano
- 1950 - Billy Currie, musicista e compositore britannico
- 1950 - Fiammetta, cantante e attrice italiana
- 1950 - Loris Kessel, pilota automobilistico svizzero († 2010)
- 1950 - Henk Krol, politico, editore e attivista olandese
- 1950 - Carlo Vetrugno, dirigente d'azienda italiano († 2017)
- 1951 - John Abizaid, generale statunitense
- 1951 - Tim Bassett, cestista statunitense († 2018)
- 1951 - Rolf Biland, pilota motociclistico svizzero
- 1951 - Francesco Mallardo, mafioso italiano († 2025)
- 1951 - Sebastiano Occhino, cantautore e compositore italiano
- 1951 - Ogawa Tomoko, goista giapponese († 2019)
- 1952 - Angelika Bahmann, ex canoista tedesca
- 1952 - Vincent Bolloré, imprenditore e produttore televisivo francese
- 1952 - Mauro Di Cicco, allenatore di calcio e ex calciatore italiano
- 1952 - Abd el-Basset Ali al-Megrahi, agente segreto libico († 2012)
- 1952 - Annette O'Toole, attrice e ballerina statunitense
- 1952 - Venkatraman Ramakrishnan, chimico e biologo indiano
- 1952 - Rey Robinson, ex velocista statunitense
- 1952 - Jeffrey Neil Steenson, presbitero e vescovo anglicano statunitense
- 1952 - Bernard Stiegler, filosofo francese († 2020)
- 1952 - László Tőkés, pastore protestante e politico romeno
- 1952 - Katia Zanotti, politica italiana
- 1953 - Pavol Biroš, calciatore cecoslovacco († 2020)
- 1953 - Oliver Ivanović, politico serbo († 2018)
- 1953 - George Mihalka, regista canadese
- 1953 - Barry Sonnenfeld, regista, direttore della fotografia e produttore cinematografico statunitense
- 1953 - Renato Terra, cantante, musicista e produttore discografico brasiliano
- 1953 - Alberto Zaccheroni, allenatore di calcio italiano
- 1954 - Paola Agnello Modica, sindacalista italiana
- 1954 - Giancarlo Antognoni, dirigente sportivo e ex calciatore italiano
- 1954 - Armando Gama, cantautore e baritono portoghese († 2022)
- 1954 - Antonio Gorostegui, ex velista spagnolo
- 1954 - Mariko Hayashi, scrittrice e saggista giapponese
- 1954 - Gordon Hill, ex calciatore inglese
- 1954 - Gianfranco Miccichè, dirigente d'azienda e politico italiano
- 1954 - Dieter Müller, dirigente sportivo e ex calciatore tedesco
- 1954 - Jeff Porcaro, batterista statunitense († 1992)
- 1954 - Dave Ulliott, giocatore di poker inglese († 2015)
- 1954 - Nikolaj Ivanovič Šumakov, architetto russo
- 1955 - Matthias Behr, ex schermidore tedesco
- 1955 - Maurizio Benatti, ex cestista e allenatore di pallacanestro italiano
- 1955 - Mircea Dușa, politico rumeno († 2022)
- 1955 - Michael Korie, paroliere e librettista statunitense
- 1955 - Gheorghe Maftei, sollevatore rumeno
- 1955 - Alex McDowell, scenografo britannico
- 1955 - Terry Nichols, terrorista statunitense
- 1955 - Roberto Pruzzo, ex calciatore e allenatore di calcio italiano
- 1955 - Linda Jo Rizzo, cantante statunitense
- 1955 - Dave Spitz, avvocato e bassista statunitense
- 1956 - Pascal Basset-Chercot, scrittore e giornalista francese
- 1956 - Cai Shengliu, ex pallanuotista cinese
- 1956 - Duccio Canestrini, antropologo, giornalista e scrittore italiano
- 1956 - Giancarlo Giojelli, giornalista italiano
- 1956 - Maurizio Gualco, ex cestista italiano
- 1956 - Dimas Lara Barbosa, arcivescovo cattolico brasiliano
- 1956 - Angelo Lomaglio, politico italiano
- 1956 - Pascal Ondarts, ex rugbista a 15 francese
- 1956 - Claudio Pantaleoni, scacchista e scrittore italiano
- 1956 - Lupe Yáñez, cestista e allenatrice di pallacanestro boliviana († 2012)
- 1957 - John Bailey, ex calciatore inglese
- 1957 - Branislav Blažić, medico e politico serbo († 2020)
- 1957 - Robert Curtis Brown, attore statunitense
- 1957 - Andreas Deja, animatore polacco
- 1957 - Peter Deutsch, politico e avvocato statunitense
- 1957 - Denise Nickerson, attrice statunitense († 2019)
- 1957 - Andreas Nischwitz, ex pattinatore artistico su ghiaccio tedesco
- 1958 - Loretta Ables-Sayre, attrice e cantante statunitense
- 1958 - D. Boon, cantante, compositore e chitarrista statunitense († 1985)
- 1958 - Luigi Capuzzo, allenatore di calcio e ex calciatore italiano
- 1958 - Toni Innauer, dirigente sportivo austriaco
- 1958 - Hiromi Kawakami, scrittrice giapponese
- 1958 - Hasnat Khan, cardiochirurgo pakistano
- 1958 - Mohsen Fakhrizadeh, fisico iraniano († 2020)
- 1958 - Asdrúbal Sánchez, ex calciatore venezuelano
- 1958 - Tita, allenatore di calcio e ex calciatore brasiliano
- 1958 - James Wilkes, ex cestista statunitense
- 1959 - Rob Bottin, truccatore e effettista statunitense
- 1959 - Antonio D'Olivo, giornalista italiano
- 1959 - Daisuke Nishio, regista e animatore giapponese
- 1959 - Helmut Duckadam, calciatore rumeno († 2024)
- 1959 - Ivan G'Vera, attore cecoslovacco
- 1959 - Per Terje Markussen, ex calciatore norvegese
- 1959 - Christian Thielemann, direttore d'orchestra tedesco
- 1959 - Sandro Veronesi, scrittore italiano
- 1960 - Victor Aguado, allenatore di calcio e ex calciatore messicano
- 1960 - Ken Bannister, ex cestista e allenatore di pallacanestro statunitense
- 1960 - Don Bartlett, giocatore di curling canadese
- 1960 - Francisco Bustillo, politico e diplomatico uruguaiano
- 1960 - Helmut Gstrein, ex sciatore alpino austriaco
- 1960 - Frieda Hughes, poetessa e pittrice britannica
- 1960 - Marina Koševaja, ex nuotatrice sovietica
- 1960 - Vincenzo Manes, imprenditore e filantropo italiano
- 1960 - Shanna McCullough, ex attrice pornografica statunitense
- 1960 - Karim Allawi, ex calciatore iracheno
- 1960 - Reijo Ruotsalainen, ex hockeista su ghiaccio finlandese
- 1960 - Nicola Tiggeler, attrice, cantante e danzatrice tedesca
- 1960 - Marcelo Tinelli, conduttore televisivo, imprenditore e produttore cinematografico argentino
- 1961 - Stefano Annibal, ex rugbista a 15 e allenatore di rugby a 15 italiano
- 1961 - Paolo Benedetti, ex calciatore italiano
- 1961 - Susan Boyle, cantante britannica
- 1961 - Giorgio Conte, politico italiano
- 1961 - Juan Echanove, attore spagnolo
- 1961 - Lorena Fontana, cantante e musicista italiana
- 1961 - Astrid Fontenelle, conduttrice televisiva e giornalista brasiliana
- 1961 - Jim Jeffcoat, ex giocatore di football americano statunitense
- 1961 - Robin Leamy, ex nuotatore statunitense
- 1961 - Regine Mösenlechner, ex sciatrice alpina tedesca
- 1961 - Sergio Scariolo, allenatore di pallacanestro italiano
- 1962 - Taher Abouzaid, ex calciatore egiziano
- 1962 - Francesco La Rosa, militare italiano
- 1962 - Samboy Lim, cestista filippino († 2023)
- 1962 - Beatrice Masini, scrittrice, giornalista e traduttrice italiana
- 1962 - Paloma Sánchez-Garnica, scrittrice spagnola
- 1962 - John Wallace, ex canottiera canadese
- 1963 - Keith Behrman, regista e sceneggiatore canadese
- 1963 - Luca Bottazzi, ex tennista italiano
- 1963 - Andrea Bouchard, scrittore, sceneggiatore e musicista italiano
- 1963 - Giancarlo Cosio, sciatore nautico italiano
- 1963 - Giovanni D'Onghia, allenatore di pallavolo e ex pallavolista italiano
- 1963 - Flemming Davanger, giocatore di curling norvegese
- 1963 - Alberto Leanizbarrutia, ex ciclista su strada e dirigente sportivo spagnolo
- 1963 - James Dale Robinson, fumettista britannico
- 1963 - Mario Simioni, allenatore di hockey su ghiaccio e ex hockeista su ghiaccio canadese
- 1963 - Tobias Svantesson, ex tennista svedese
- 1963 - Saško Vezenkov, ex cestista, allenatore di pallacanestro e dirigente sportivo bulgaro
- 1963 - Adriano Wajskol, attore, regista e produttore cinematografico italiano
- 1963 - Xue Cuilan, ex cestista cinese
- 1963 - Zhu Jianhua, ex altista cinese
- 1964 - Erik Breukink, dirigente sportivo e ex ciclista su strada olandese
- 1964 - Annacatia Casagrande, ex canoista italiana
- 1964 - Costa, cantautore e musicista italiano
- 1964 - Kevin Duckworth, cestista statunitense († 2008)
- 1964 - Chris Lee, politico statunitense
- 1964 - Lee Kwang-jong, calciatore e allenatore di calcio sudcoreano († 2016)
- 1964 - Antonangelo Liori, giornalista italiano
- 1964 - Alessandro Ramagli, allenatore di pallacanestro italiano
- 1964 - Scott Stevens, allenatore di hockey su ghiaccio e ex hockeista su ghiaccio canadese
- 1964 - Constantin Urdaș, sollevatore rumeno
- 1964 - José Rodrigues dos Santos, giornalista e scrittore portoghese
- 1965 - Jane Adams, attrice statunitense
- 1965 - Tomas Alfredson, regista svedese
- 1965 - Julia Campbell, ex calciatrice neozelandese
- 1965 - Graziella Leyla Ciagà, politica italiana
- 1965 - Bozidar Djelic, politico serbo
- 1965 - Elena Ghiaurov, attrice italiana
- 1965 - Mark Jackson, ex cestista e allenatore di pallacanestro statunitense
- 1965 - Robert Lorenz, produttore cinematografico e regista statunitense
- 1965 - Alfio Marchini, imprenditore, giocatore di polo e ex politico italiano
- 1965 - Brian Nielsen, ex pugile danese
- 1965 - Diosdado Palma, ex calciatore peruviano
- 1965 - Simona Ventura, conduttrice televisiva e showgirl italiana
- 1965 - Fuat Yıldız, ex lottatore tedesco
- 1965 - Rıfat Yıldız, ex lottatore tedesco
- 1965 - José Zúñiga, attore honduregno
- 1966 - John Brown, scrittore statunitense
- 1966 - Chris Evans, conduttore televisivo e conduttore radiofonico britannico
- 1966 - Marco Fratini, giornalista e scrittore italiano
- 1966 - Roberto Goracci, scrittore italiano
- 1966 - Daiva Jodeikaitė, ex cestista lituana
- 1966 - Craig Kelly, snowboarder statunitense († 2003)
- 1966 - Mehmet Özdilek, allenatore di calcio e ex calciatore turco
- 1966 - Alastair Reynolds, astrofisico e scrittore britannico
- 1966 - Alenka Zupančič, filosofa e psicoanalista slovena
- 1967 - Phil Demmel, chitarrista statunitense
- 1967 - Hamid Estili, allenatore di calcio e ex calciatore iraniano
- 1967 - Tomonobu Itagaki, autore di videogiochi giapponese
- 1967 - Yoshihiro Nishimura, regista, truccatore e effettista giapponese
- 1967 - Enrico Onofri, direttore d'orchestra italiano
- 1967 - Cevdet Yılmaz, politico turco
- 1968 - Paolo Bortolon, ex cestista italiano
- 1968 - Julia Boutros, cantante libanese
- 1968 - Gina Jeffreys, cantautrice australiana
- 1968 - Ingrid Klimke, cavallerizza tedesca
- 1968 - Fabio Marchioro, allenatore di calcio e ex calciatore italiano
- 1968 - Gerard Marino, compositore statunitense
- 1968 - Francisco Roig, allenatore di tennis e ex tennista spagnolo
- 1968 - Andreas Schnaas, regista, attore e sceneggiatore tedesco
- 1968 - Alexander Stubb, politico finlandese
- 1969 - Nabil Ayouch, regista e sceneggiatore francese
- 1969 - Jean-Michel Bayle, pilota motociclistico francese
- 1969 - Lenka Bezděčíková, ex cestista cecoslovacca
- 1969 - Arnaud Boetsch, ex tennista, manager e telecronista sportivo francese
- 1969 - Daniel Garnero, allenatore di calcio e ex calciatore argentino
- 1969 - Urs Lehmann, dirigente sportivo e ex sciatore alpino svizzero
- 1969 - Lev Lobodin, ex multiplista ucraino
- 1969 - Gianluca Lorenzi, dirigente sportivo, ex giocatore di curling e politico italiano
- 1969 - Keith St. John, cantante statunitense
- 1969 - April Stewart, doppiatrice statunitense
- 1969 - Andrew Vlahov, ex cestista australiano
- 1969 - Dean Windass, ex calciatore inglese
- 1970 - Alan Gregov, ex cestista croato
- 1970 - José María Guerrero, ex calciatore ecuadoriano
- 1970 - Sung Hi Lee, modella e attrice sudcoreana
- 1970 - Antonio López-Istúriz White, politico spagnolo
- 1970 - Brad Meltzer, scrittore e fumettista statunitense
- 1970 - Dario Rigo, allenatore di hockey su pista e ex hockeista su pista italiano
- 1970 - Valérie Zenatti, scrittrice e traduttrice francese
- 1971 - Elyes Baccar, regista tunisino
- 1971 - Sonia Bisset, ex giavellottista cubana
- 1971 - Viktar Bulat, ex pesista bielorusso
- 1971 - Jessica Collins, attrice statunitense
- 1971 - Marco Galli, fumettista e pittore italiano
- 1971 - Gabriele Heß, ex fondista tedesca
- 1971 - Lachy Hulme, attore australiano
- 1971 - Daniele Liotti, attore italiano
- 1971 - Ritham Madubun, calciatore indonesiano († 2013)
- 1971 - Lea Maurer, ex nuotatrice statunitense
- 1971 - Tarek Mostafa, allenatore di calcio e ex calciatore egiziano
- 1971 - Shinji Nakano, ex pilota automobilistico giapponese
- 1971 - Vladimir Sel'kov, ex nuotatore russo
- 1971 - Christian Titz, allenatore di calcio e ex calciatore tedesco
- 1971 - Daniel Vacek, ex tennista ceco
- 1971 - Gianmaria Vacirca, dirigente sportivo italiano
- 1972 - Camilla, cantante italiana
- 1972 - Florin Cîțu, politico e economista rumeno
- 1972 - François Even, bassista francese
- 1972 - Albert e Allen Hughes, regista, sceneggiatore e produttore cinematografico statunitense
- 1972 - Björn Höcke, politico tedesco
- 1972 - Sabrina Marinangeli, cantante e showgirl italiana
- 1972 - Mike McCoy, ex giocatore di football americano e allenatore di football americano statunitense
- 1972 - Stefano Missio, regista italiano
- 1972 - Sergej Rožkov, biatleta russo
- 1972 - Petr Švehla, ex lottatore cecoslovacco
- 1972 - Giovanna Tinetti, fisica e astronoma italiana
- 1972 - Jesse Tobias, chitarrista statunitense
- 1973 - Martin Axén, chitarrista svedese
- 1973 - Cristiano Doni, ex calciatore italiano
- 1973 - Rachel Maddow, conduttrice televisiva statunitense
- 1973 - Kris Marshall, attore britannico
- 1973 - Oscar Moens, ex calciatore olandese
- 1973 - Josphat Ndeti, ex maratoneta e mezzofondista keniota
- 1973 - Anna Carin Olofsson, ex fondista e biatleta svedese
- 1973 - Srđan Vasiljević, allenatore di calcio e ex calciatore serbo
- 1973 - Ferdi Vierklau, ex calciatore olandese
- 1973 - Sergej Volkov, cosmonauta russo
- 1973 - Danilo Zavoli, ex nuotatore sammarinese
- 1973 - Pablo Zegarra, allenatore di calcio e ex calciatore peruviano
- 1973 - Vincenzo Zoccano, politico italiano
- 1973 - Isabel dos Santos, imprenditrice angolana
- 1974 - René Andrle, dirigente sportivo e ex ciclista su strada ceco
- 1974 - Beatriz Batarda, attrice portoghese
- 1974 - Vladimir Besčastnych, allenatore di calcio e ex calciatore russo
- 1974 - Paolo Bettini, dirigente sportivo e ex ciclista su strada italiano
- 1974 - Richard Christy, batterista statunitense
- 1974 - Angelo Di Vincenzo, ex pallamanista italiano
- 1974 - Walter Feichter, ex snowboarder italiano
- 1974 - Julian Gjeloshi, ex calciatore albanese
- 1974 - Jerod Haase, allenatore di pallacanestro e ex cestista statunitense
- 1974 - Hugo Ibarra, allenatore di calcio e ex calciatore argentino
- 1974 - Vedat İnceefe, allenatore di calcio e ex calciatore turco
- 1974 - Davies Phiri, allenatore di calcio e ex calciatore zambiano
- 1974 - Cyril Raffaelli, attore, stuntman e artista marziale francese
- 1974 - Alberto Rodríguez Barrera, ex calciatore messicano
- 1974 - Andrea Sandri, allenatore di calcio e ex calciatore italiano
- 1974 - Ariel Staltari, attore, produttore televisivo e musicista argentino
- 1974 - Ben Storey, canottiere canadese
- 1974 - Sandra Völker, ex nuotatrice tedesca
- 1974 - Steve Watson, allenatore di calcio e ex calciatore inglese
- 1974 - Ermanno Zonzini, ex calciatore sammarinese
- 1975 - George Bastl, ex tennista svizzero
- 1975 - Cécile Duflot, politica e urbanista francese
- 1975 - Geoff Duncan, politico e ex giocatore di baseball statunitense
- 1975 - José Antonio García Calvo, dirigente sportivo e ex calciatore spagnolo
- 1975 - Cinzia Giorgio, scrittrice italiana
- 1975 - Gerrit Glomser, dirigente sportivo e ex ciclista su strada austriaco
- 1975 - Singa Gätgens, attrice e conduttrice televisiva tedesca
- 1975 - Magdalena Maleeva, ex tennista bulgara
- 1975 - Cristina Mauri, sciatrice d'erba italiana
- 1975 - Viktória Mohácsi, politica ungherese
- 1975 - Michael Poulsen, cantante e chitarrista danese
- 1975 - Rocca, rapper francese
- 1975 - Marios Themistokleous, allenatore di calcio e ex calciatore cipriota
- 1975 - Washington Stecanela Cerqueira, allenatore di calcio e ex calciatore brasiliano
- 1975 - John Butler, musicista australiano
- 1976 - Troy Baker, doppiatore, attore e musicista statunitense
- 1976 - Jamaal Bowman, politico statunitense
- 1976 - John Elkann, imprenditore e dirigente d'azienda italiano
- 1976 - Daniele Gilardoni, ex canottiere italiano
- 1976 - Evan Jones, attore statunitense
- 1976 - Gábor Király, dirigente sportivo e ex calciatore ungherese
- 1976 - Lucky Lekgwathi, ex calciatore sudafricano
- 1976 - Mo'ayyad Salim, ex calciatore giordano
- 1976 - Metodije Ostojić, vescovo ortodosso montenegrino
- 1976 - David Oyelowo, attore e produttore cinematografico britannico
- 1976 - Asım Pars, cestista bosniaco († 2024)
- 1976 - Emma Ríos, fumettista spagnola
- 1976 - Clarence Seedorf, allenatore di calcio e ex calciatore olandese
- 1976 - Jafet Soto, ex calciatore costaricano
- 1976 - Nicolai Stokholm, ex calciatore danese
- 1976 - Yuka Yoshida, ex tennista giapponese
- 1977 - Vítor Belfort, artista marziale misto brasiliano
- 1977 - Gábor Boczkó, schermidore ungherese
- 1977 - Vincent Doukantié, allenatore di calcio e ex calciatore maliano
- 1977 - Marco Foschi, attore e doppiatore italiano
- 1977 - José Goron, calciatore francese
- 1977 - Ehlo Huang, attore e cantante taiwanese
- 1977 - Luis Petri, politico argentino
- 1977 - Esa Pirnes, ex hockeista su ghiaccio finlandese
- 1977 - Juuso Riksman, ex hockeista su ghiaccio finlandese
- 1977 - Tangela Smith, ex cestista e allenatrice di pallacanestro statunitense
- 1977 - Martin Strömbergsson, ex arbitro di calcio svedese
- 1977 - Rosa Alba Testamento, politica italiana
- 1977 - Haimar Zubeldia, ex ciclista su strada spagnolo
- 1978 - Maxime Agueh, ex calciatore beninese
- 1978 - Rune Berger, allenatore di calcio e ex calciatore norvegese
- 1978 - Antonio de Nigris, calciatore messicano († 2009)
- 1978 - Jean-Pierre Dumont, ex hockeista su ghiaccio canadese
- 1978 - Rolandas Džiaukštas, ex calciatore lituano
- 1978 - JJ Feild, attore britannico
- 1978 - Tom Harald Hagen, arbitro di calcio norvegese
- 1978 - Freddy Juarez, allenatore di calcio e ex calciatore statunitense
- 1978 - Andrej Karjaka, ex calciatore russo
- 1978 - Anamaria Marinca, attrice rumena
- 1978 - Stian Reinertsen, giocatore di calcio a 5 e ex calciatore norvegese
- 1978 - Marco Rossi, dirigente sportivo e ex calciatore italiano
- 1978 - Sébastien Roth, allenatore di calcio e ex calciatore svizzero
- 1978 - Akram Roumani, ex calciatore marocchino
- 1978 - Nico Sijmens, ex ciclista su strada belga
- 1978 - Etan Thomas, ex cestista statunitense
- 1978 - Miroslava Vavrinec, ex tennista slovacca
- 1978 - Nawaf bin Faysal Al Sa'ud, principe, dirigente sportivo e politico saudita
- 1978 - Marian Álvarez, attrice spagnola
- 1978 - Özge Özder, attrice turca
- 1979 - Roberta Alaimo, politica italiana
- 1979 - Ivano Balić, ex pallamanista e allenatore di pallamano croato
- 1979 - Ruth Beitia, ex altista spagnola
- 1979 - Caroline Calvé, ex snowboarder canadese
- 1979 - Louis Campbell, ex cestista statunitense
- 1979 - Arnaldo Deserti, ex pallanuotista italiano
- 1979 - Mikko Franck, direttore d'orchestra finlandese
- 1979 - Elizabeth Gutiérrez, attrice statunitense
- 1979 - Chris Leitch, ex calciatore statunitense
- 1979 - Gia Lewis-Smallwood, discobola statunitense
- 1979 - Darko Miladin, ex calciatore croato
- 1979 - Raffaele Trano, politico italiano
- 1979 - Maria Elena Vandone, attrice e showgirl italiana
- 1979 - Georges Wadrenges, ex calciatore francese
- 1980 - James Auckland, ex tennista britannico
- 1980 - Angela Brusa, doppiatrice e direttrice del doppiaggio italiana
- 1980 - Paola Carinelli, politica italiana
- 1980 - Flavien Conne, ex hockeista su ghiaccio e allenatore di hockey su ghiaccio svizzero
- 1980 - Dmytro Čumak, schermidore ucraino
- 1980 - Alessio Dionisi, allenatore di calcio e ex calciatore italiano
- 1980 - Garðar Jóhannsson, ex calciatore islandese
- 1980 - Kléber de Carvalho Corrêa, ex calciatore brasiliano
- 1980 - Dennis Kruppke, ex calciatore tedesco
- 1980 - Kanku Mulekelayi, ex calciatore della Repubblica Democratica del Congo
- 1980 - Roxana Mînzatu, politica romena
- 1980 - Pascal Oppliger, allenatore di calcio e ex calciatore svizzero
- 1980 - Randy Orton, wrestler statunitense
- 1980 - Bijou Phillips, attrice, modella e cantante statunitense
- 1980 - Yūko Takeuchi, attrice giapponese († 2020)
- 1981 - Jean-Hugues Ateba, ex calciatore camerunese
- 1981 - Helene Bøksle, cantante norvegese
- 1981 - Badr Galag, calciatore sudanese
- 1981 - Kei, illustratore giapponese
- 1981 - Diana Martín Giménez, siepista e mezzofondista spagnola
- 1981 - Park Ye-jin, attrice sudcoreana
- 1981 - Jorge Pires, ex calciatore portoghese
- 1981 - Michal Prokop, ex mountain biker e ciclista di BMX ceco
- 1981 - Bjørn Einar Romøren, ex saltatore con gli sci norvegese
- 1981 - Theresa Sokyrka, cantante canadese
- 1981 - Hannah Spearritt, attrice inglese
- 1981 - Markus Thorandt, ex calciatore tedesco
- 1981 - Yeon Woo, cantante sudcoreana
- 1982 - Cibo, artista, writer e antifascista italiano
- 1982 - Andrei Corneencov, ex calciatore moldavo
- 1982 - Erik Daniels, ex cestista statunitense
- 1982 - Damjan Danilović, pallanuotista montenegrino
- 1982 - Gunnar Heiðar Þorvaldsson, ex calciatore islandese
- 1982 - Sam Huntington, attore statunitense
- 1982 - Taran Killam, attore statunitense
- 1982 - Antonio La Fortezza, ex calciatore italiano
- 1982 - Barbara Mervin, ex rugbista a 15, allenatrice di rugby a 15 e imprenditrice canadese
- 1982 - Jean Monuma, calciatore haitiano
- 1982 - Borja Pérez, ex calciatore spagnolo
- 1982 - Ghemon, cantante, rapper e comico italiano
- 1982 - Juan Antonio Rodríguez, ex calciatore spagnolo
- 1982 - Andreas Thorkildsen, ex giavellottista norvegese
- 1982 - Edgar Villamarín, calciatore peruviano
- 1982 - Róbert Vittek, ex calciatore slovacco
- 1982 - Zhang Xiaoping, pugile cinese
- 1983 - Gerardo Battistoni, giocatore di calcio a 5 argentino
- 1983 - Julija Bičyk, canottiera bielorussa
- 1983 - Bruno de Paula Ribeiro Ingrácia, ex calciatore brasiliano
- 1983 - Mat Gordon, modello canadese
- 1983 - Hera, cantante e musicista islandese
- 1983 - Ellen Hollman, attrice statunitense
- 1983 - Jussi Jokinen, hockeista su ghiaccio finlandese
- 1983 - Matt Lanter, attore, doppiatore e modello statunitense
- 1983 - Sergej Lazarev, cantante, attore teatrale e ballerino russo
- 1983 - Emad Mostaque, imprenditore bangladese
- 1983 - Christian Schulz, ex calciatore tedesco
- 1983 - Ólafur Ingi Skúlason, ex calciatore islandese
- 1983 - Eugene Sseppuya, ex calciatore ugandese
- 1983 - Sean Taylor, giocatore di football americano statunitense († 2007)
- 1983 - Dimitrij Timčenko, lottatore ucraino
- 1983 - Amr Zaki, ex calciatore egiziano
- 1983 - Zhang Yiming, imprenditore e ingegnere cinese
- 1984 - Kim Christensen, pesista danese
- 1984 - Jonas, ex calciatore brasiliano
- 1984 - Roksana Jordanova, ex cestista bulgara
- 1984 - Heino Kuhn, crickettista sudafricano
- 1984 - Martin Kuncl, calciatore ceco
- 1984 - Elena Lucchini, politica italiana
- 1984 - Alessandra Lucchino, schermitrice italiana
- 1984 - Gilberto Macena, calciatore brasiliano
- 1984 - Mohammed Malallah, ex calciatore emiratino
- 1984 - Éric Mouloungui, ex calciatore gabonese
- 1984 - Majed Nasser, calciatore emiratino
- 1984 - Abdoh Otaif, ex calciatore saudita
- 1984 - Craig Samson, allenatore di calcio e ex calciatore scozzese
- 1984 - Lukas Schenkel, ex calciatore svizzero
- 1985 - Mohammed Al-Ghassani, calciatore omanita
- 1985 - Gombolkham Ariunbayar, calciatore mongolo
- 1985 - Gustavo Ayón, ex cestista messicano
- 1985 - Egidijus Dimša, cestista lituano
- 1985 - Shay Doron, ex cestista israeliana
- 1985 - Laura Fumagalli, ex cestista italiana
- 1985 - Gao Wei, ex sollevatrice cinese
- 1985 - Daniel Murphy, ex giocatore di baseball statunitense
- 1985 - Nicolae Orlovschi, ex calciatore moldavo
- 1985 - Şükran Ovalı, attrice turca
- 1985 - Park Yeong-hun, goista sudcoreano
- 1985 - Manuel Reina Rodríguez, calciatore spagnolo
- 1985 - Elizabeth Tweddle, ex ginnasta inglese
- 1985 - Yeo Siew Hua, regista e sceneggiatore singaporiano
- 1985 - Josh Zuckerman, attore statunitense
- 1986 - Marianne Abderhalden, ex sciatrice alpina svizzera
- 1986 - Dejan Borovnjak, ex cestista serbo
- 1986 - Daniel Bowden, rugbista a 15 neozelandese
- 1986 - Vanessa Bürki, calciatrice svizzera
- 1986 - Kid Ink, rapper, cantautore e produttore discografico statunitense
- 1986 - Nikola Đurđić, ex calciatore serbo
- 1986 - Haminu Dramani, ex calciatore ghanese
- 1986 - Miriam Gmür, ex sciatrice alpina svizzera
- 1986 - Mamadou Gueye, velocista senegalese
- 1986 - Brad Jones, giocatore di football americano statunitense
- 1986 - David McClure, allenatore di pallacanestro e ex cestista statunitense
- 1986 - Monatyk, cantante e personaggio televisivo ucraino
- 1986 - Jenn Murray, attrice britannica
- 1986 - Stephen Quinn, calciatore irlandese
- 1986 - Vikt'or Sanik'idze, ex cestista georgiano
- 1986 - Hillary Scott, cantante statunitense
- 1986 - Josafat Vagni, attore italiano
- 1986 - Tania Vicenzino, lunghista e bobbista italiana
- 1986 - Jonathan Winder, ex pallavolista e allenatore di pallavolo statunitense
- 1986 - Ireen Wüst, ex pattinatrice di velocità su ghiaccio olandese
- 1986 - Edílson Nascimento, modello brasiliano
- 1986 - Özge Özpirinççi, attrice, doppiatrice e regista turca
- 1987 - Ahmed Abdulla, calciatore bahreinita
- 1987 - Vitorino Antunes, ex calciatore portoghese
- 1987 - Jérôme Baugnies, ciclista su strada belga
- 1987 - Pau Cendrós, calciatore spagnolo
- 1987 - Rafael Chagas Machado, ex calciatore brasiliano
- 1987 - Andy Considine, ex calciatore scozzese
- 1987 - Mackenzie Davis, attrice canadese
- 1987 - Ding Junhui, giocatore di snooker cinese
- 1987 - Abdullah Durak, calciatore turco
- 1987 - Christian Falk, ex calciatore austriaco
- 1987 - Dovev Gabay, calciatore israeliano
- 1987 - Kate Haywood, ex nuotatrice britannica
- 1987 - Ian Keatley, rugbista a 15 irlandese
- 1987 - Roxane Knetemann, ex ciclista su strada olandese
- 1987 - Mikko Lehtonen, hockeista su ghiaccio finlandese
- 1987 - Li Ting, tuffatrice cinese
- 1987 - Gianluca Musacci, ex calciatore italiano
- 1987 - José Ortigoza, calciatore paraguaiano
- 1987 - Jenna Presley, ex attrice pornografica statunitense
- 1987 - Rafael Sanna, giocatore di calcio a 5 brasiliano
- 1987 - Flavia Severin, rugbista a 15 e pugile italiana
- 1987 - Oliver Turvey, pilota automobilistico britannico
- 1987 - Kévin Van Melsen, ex ciclista su strada belga
- 1988 - Fatmire Alushi, ex calciatrice tedesca
- 1988 - Abel Azcona, artista spagnolo
- 1988 - Antonino Barillà, calciatore italiano
- 1988 - Benjamin Bregenzer, ex hockeista su ghiaccio italiano
- 1988 - Rachel Cliff, mezzofondista e maratoneta canadese
- 1988 - Arne Feick, ex calciatore tedesco
- 1988 - David Ferreiro, calciatore spagnolo
- 1988 - Brandon Hogan, ex giocatore di football americano statunitense
- 1988 - Kristýna Kolocová, giocatrice di beach volley ceca
- 1988 - Jung Hae-in, attore e modello sudcoreano
- 1988 - Matthias Koch, allenatore di calcio e ex calciatore austriaco
- 1988 - Charlotte Lembach, schermitrice francese
- 1988 - Brook Lopez, cestista statunitense
- 1988 - Robin Lopez, cestista statunitense
- 1988 - Courtney McCool, ex ginnasta statunitense
- 1988 - Alessandra Perilli, tiratrice a volo sammarinese
- 1988 - Toto Tamuz, ex calciatore nigeriano
- 1988 - Tan Long, calciatore cinese
- 1988 - Kayke Rodrigues, calciatore brasiliano
- 1989 - Matías Aguirregaray, calciatore uruguaiano
- 1989 - Florin Bérenguer, calciatore francese
- 1989 - Jan Blokhuijsen, pattinatore di velocità su ghiaccio olandese
- 1989 - Linus Hallenius, calciatore svedese
- 1989 - Jan Hošek, calciatore ceco
- 1989 - Clint Irwin, calciatore statunitense
- 1989 - Torann Maizeroi, taekwondoka francese
- 1989 - David N'Gog, ex calciatore francese
- 1989 - Navab Nassirshalal, sollevatore iraniano
- 1989 - Willian Rocha, calciatore brasiliano
- 1989 - Saad Samir, calciatore egiziano
- 1989 - Sushil Kumar Singh, calciatore indiano
- 1989 - Nikola Tolimir, calciatore sloveno
- 1990 - Juan David Bravo Padilla, calciatore colombiano
- 1990 - Francesca Coluccio, calciatrice italiana
- 1990 - Justin Hamilton, ex cestista statunitense
- 1990 - Julia Harting, discobola tedesca
- 1990 - Matt Hedges, calciatore statunitense
- 1990 - Warodom Khemmonta, attore televisivo, cantante e disc jockey thailandese
- 1990 - Luke Loucks, ex cestista e allenatore di pallacanestro statunitense
- 1990 - Jonny May, rugbista a 15 britannico
- 1990 - Joshua Obaje, ex calciatore nigeriano
- 1990 - Ben Reis, ex cestista israeliano
- 1990 - Serhij Rybalka, calciatore ucraino
- 1990 - Guilherme Sityá, calciatore brasiliano
- 1990 - Dario Vujičević, ex calciatore croato
- 1990 - Ashley Westwood, calciatore inglese
- 1991 - Mohamed Abdoulaye, ex calciatore nigerino
- 1991 - Bian Tongda, marciatore cinese
- 1991 - Graham Candy, cantante, compositore e attore neozelandese
- 1991 - Romain Combaud, ciclista su strada francese
- 1991 - Denys Favorov, calciatore ucraino
- 1991 - Cristian Galano, calciatore italiano
- 1991 - Marco Haller, ciclista su strada e pistard austriaco
- 1991 - Kim Seung-dae, calciatore sudcoreano
- 1991 - Vanity Lewerissa, calciatrice olandese
- 1991 - Jens Naessens, calciatore belga
- 1991 - Owa Odighizuwa, giocatore di football americano statunitense
- 1991 - Sebastian Polter, calciatore tedesco
- 1991 - César Puello, giocatore di baseball dominicano
- 1991 - Reagan Singh, calciatore indiano
- 1991 - Robin Söder, ex calciatore svedese
- 1991 - Francesca Testasecca, personaggio televisivo e ex modella italiana
- 1991 - Duván Zapata, calciatore colombiano
- 1992 - Álex Barrera, cestista spagnolo
- 1992 - Geoffrey Bouchard, ciclista su strada francese
- 1992 - Fernando Carro, siepista spagnolo
- 1992 - Gabriela Dabrowski, tennista canadese
- 1992 - Madeleine Garrick, cestista australiana
- 1992 - César Ibáñez, ex calciatore messicano
- 1992 - Lola Índigo, cantante spagnola
- 1992 - Aleksej Korovaškov, canoista russo
- 1992 - Amr Marei, calciatore egiziano
- 1992 - Francisco Mosquera, sollevatore colombiano
- 1992 - James Musa, calciatore neozelandese
- 1992 - Martin Løwstrøm Nyenget, fondista norvegese
- 1992 - Martin Roe, multiplista norvegese
- 1992 - Ahmed Samy, calciatore egiziano
- 1992 - Arcëm Saroka, calciatore bielorusso
- 1992 - Sieneke, cantante olandese
- 1992 - Sui Lu, ex ginnasta cinese
- 1992 - Adam Thomas, calciatore neozelandese
- 1992 - Maxim Tissot, ex calciatore canadese
- 1993 - Mohamed Bettamer, calciatore libico
- 1993 - Andy Brennan, calciatore australiano
- 1993 - Cameron Cuffe, attore britannico
- 1993 - Sérgio Fernández, ostacolista spagnolo
- 1993 - Davide Gabburo, ex ciclista su strada italiano
- 1993 - Gian dos Santos Martins, calciatore brasiliano
- 1993 - Meredith Hardy, pallavolista statunitense
- 1993 - Joice dos Santos Coelho, ex cestista brasiliana
- 1993 - Vitalij Kvašuk, calciatore ucraino
- 1993 - Julius Kühn, pallamanista tedesco
- 1993 - Sepana Letsoalo, calciatore sudafricano
- 1993 - Jurgen Mattheij, calciatore olandese
- 1993 - Sergiu Negruț, calciatore rumeno
- 1993 - Noh Young-hak, attore sudcoreano
- 1993 - Mitch Norton, cestista australiano
- 1993 - Eric Nzeocha, ex giocatore di football americano tedesco
- 1993 - Teodoro Paredes, calciatore paraguaiano
- 1993 - Giulia Salemi, conduttrice televisiva e modella italiana
- 1993 - Nico Schulz, calciatore tedesco
- 1993 - Hannes Van der Bruggen, calciatore belga
- 1993 - Jänibek Älimxanulı, pugile kazako
- 1994 - Martenne Bettendorf, pallavolista statunitense
- 1994 - Jonatan Brunner, giocatore di football americano svizzero
- 1994 - Dani Calvo, calciatore spagnolo
- 1994 - Bahnou Diarra, calciatore belga
- 1994 - Ella Eyre, cantante britannica
- 1994 - Trésor Ilunga, calciatore della Repubblica Democratica del Congo
- 1994 - Sara Lubrano, ex cestista italiana
- 1994 - Krystian Nowak, calciatore polacco
- 1994 - Brian Oliván, calciatore spagnolo
- 1994 - Nicolás Oróz, calciatore argentino
- 1994 - Geno P'et'riashvili, lottatore georgiano
- 1994 - Kevin Ramírez, calciatore uruguaiano
- 1994 - Dominic Samuel, calciatore inglese
- 1994 - Marc Andre Schmerböck, calciatore austriaco
- 1995 - Chadrac Akolo, calciatore congolese (Repubblica Democratica del Congo)
- 1995 - Alexandru Păun, calciatore rumeno
- 1995 - Joel Berry, ex cestista statunitense
- 1995 - George Bridge, rugbista a 15 neozelandese
- 1995 - Kadidiatou Diani, calciatrice francese
- 1995 - Dmitrij Efremov, calciatore russo
- 1995 - María Pía Fernández, mezzofondista uruguaiana
- 1995 - Ryan Hunter, giocatore di football americano canadese
- 1995 - David Iriarte, cestista spagnolo
- 1995 - Iōannīs Kouzeloglou, cestista greco
- 1995 - Felipe Orts, ciclocrossista e ciclista su strada spagnolo
- 1995 - Logan Paul, youtuber, wrestler e imprenditore statunitense
- 1995 - Maxence Perrin, attore francese
- 1995 - Marco Pignatelli, pallamanista italiano
- 1995 - Danny Avila, disc jockey e produttore discografico spagnolo
- 1996 - Pelle van Amersfoort, calciatore olandese
- 1996 - Trenten Beram, velocista filippino
- 1996 - Javon Bess, cestista statunitense
- 1996 - Pablo Clavería, calciatore spagnolo
- 1996 - Shayne D'Cunha, ex calciatore indiano
- 1996 - Đorđe Denić, calciatore serbo
- 1996 - Kamran Ghasempour, lottatore iraniano
- 1996 - Jan Thomas Jenssen, fondista norvegese
- 1996 - Daiki Miya, calciatore giapponese
- 1996 - Josepablo Monreal, calciatore cileno
- 1996 - Zoran Nikolić, cestista montenegrino
- 1996 - Raphael Obermair, calciatore filippino
- 1996 - Jasmine Tessari, danzatrice su ghiaccio italiana
- 1996 - Riccardo Vecchi, pallavolista italiano
- 1996 - Paolo Ventura, fondista italiano
- 1997 - Kike Barja, calciatore spagnolo
- 1997 - Leyser Chaverra, calciatore colombiano
- 1997 - Andrea Cistana, calciatore italiano
- 1997 - Gauthier Denis, cestista francese
- 1997 - Jack Driscoll, giocatore di football americano statunitense
- 1997 - Asa Butterfield, attore britannico
- 1997 - Edgar González, calciatore spagnolo
- 1997 - Cian Harries, calciatore gallese
- 1997 - Abu Kamara, calciatore liberiano
- 1997 - Rohit Kumar, calciatore indiano
- 1997 - Katharina Liensberger, sciatrice alpina austriaca
- 1997 - Scott Martin, calciatore scozzese
- 1997 - Adriano Martins, calciatore brasiliano
- 1997 - Álex Palou, pilota automobilistico spagnolo
- 1997 - Will Rayman, cestista statunitense
- 1997 - Mildrelis Rodríguez, pallavolista portoricana
- 1997 - Mudasiru Salifu, calciatore ghanese
- 1997 - Sahal Abdul Samad, calciatore indiano
- 1997 - Igor Vinícius, calciatore brasiliano
- 1998 - Alemão, calciatore brasiliano
- 1998 - Cam Brown, giocatore di football americano statunitense
- 1998 - Dirk Carlson, calciatore lussemburghese
- 1998 - Quintez Cephus, giocatore di football americano statunitense
- 1998 - Francesca Conti, cestista italiana
- 1998 - Matteo Donegà, pistard e ciclista su strada italiano
- 1998 - Suldan Hassan, mezzofondista e maratoneta svedese
- 1998 - Juho Junttila, tuffatore finlandese
- 1998 - Lotta Kemppinen, velocista finlandese
- 1998 - Aké Arnaud Loba, calciatore ivoriano
- 1998 - Hannah Onslow, attrice britannica
- 1998 - Mitchell Robinson, cestista statunitense
- 1998 - Pijus Širvys, calciatore lituano
- 1998 - Maxime Sivis, calciatore congolese (Repubblica Democratica del Congo)
- 1998 - Patryk Szysz, calciatore polacco
- 1998 - Jeffrey de Lange, calciatore olandese
- 1999 - Gaia Colli, mezzofondista e fondista di corsa in montagna italiana
- 1999 - Gabe Davis, giocatore di football americano statunitense
- 1999 - Vadim Dijinari, calciatore moldavo
- 1999 - Brenno, calciatore brasiliano
- 1999 - Bruno Fuchs, calciatore brasiliano
- 1999 - Danny Gray, giocatore di football americano statunitense
- 1999 - Walker Little, giocatore di football americano statunitense
- 1999 - Vitinho, calciatore brasiliano
- 1999 - Jacob Phillips, giocatore di football americano statunitense
- 1999 - Kurt Shaw, calciatore maltese
- 1999 - Freddy Enrique Vargas Piñero, calciatore venezuelano
- 2000 - Ricarda Bauernfeind, ciclista su strada e pistard tedesca
- 2000 - Rhian Brewster, calciatore inglese
- 2000 - Víctor Gómez Perea, calciatore spagnolo
- 2000 - Elenī Kelaïditī, ginnasta greca
- 2000 - Karson Kendall, calciatore americo-verginiano
- 2000 - Guy Mbenza, calciatore congolese (Repubblica del Congo)
- 2000 - Barbora Seemanová, nuotatrice ceca
- 2000 - Iván Tona, calciatore messicano

## XXI secolo(34)
- 2001 - Panagiota Dosi, altista greca
- 2001 - Logan Costa, calciatore francese
- 2001 - Mehmet Ayberk Koşak, ginnasta turco
- 2001 - Montasser Lahtimi, calciatore marocchino
- 2001 - Marte Leinan Lund, combinatista nordica norvegese
- 2001 - Vjačeslav Litvinov, calciatore russo
- 2001 - Snorre Lund, lottatore norvegese
- 2001 - Davide Persico, ciclista su strada italiano
- 2001 - Abdi Salim, calciatore somalo
- 2001 - Silke Smulders, ciclista su strada olandese
- 2001 - Oleksij Syč, calciatore ucraino
- 2001 - Gabriel Teixeira, calciatore brasiliano
- 2001 - Rémy Vita, calciatore francese
- 2001 - Julian von Moos, calciatore svizzero
- 2001 - Benas Šatkus, calciatore lituano
- 2002 - Riccardo Ciervo, calciatore italiano
- 2002 - Jeong Sang-bin, calciatore sudcoreano
- 2002 - Efe Mandıracı, pallavolista turco
- 2002 - Cody Simon, giocatore di football americano statunitense
- 2002 - Ignace Van der Brempt, calciatore belga
- 2003 - Quinn Ellis, cestista britannico
- 2003 - Gilberto Flores, calciatore paraguaiano
- 2003 - Maksymilian Pingot, calciatore polacco
- 2003 - Artëm Sokolov, calciatore russo
- 2003 - Jaylen Wright, giocatore di football americano statunitense
- 2003 - Federico Zuccon, calciatore italiano
- 2004 - Matheus França, calciatore brasiliano
- 2004 - Oscar Gloukh, calciatore israeliano
- 2004 - Tyrese Proctor, cestista australiano
- 2004 - Michael Udebuluzor, calciatore hongkonghese
- 2004 - Erick Marcus, calciatore brasiliano
- 2005 - Axel Frugone, calciatore uruguaiano
- 2005 - Valentino Guseli, snowboarder australiano
- 2009 - Valentina Filippeschi, attrice italiana

## Senza anno specificato(1)
- Diego Colombo, navigatore e esploratore italiano († 1526)